# 폴 맥길리언
폴 맥길리언(Paul McGillion, 1969년 1월 5일~)은 영국 스코틀랜드의 배우이다.

## 출연 작품
- 미드나잇 선 - 블레이크 존스 역
- 스카이스크래퍼